# Руденко, Бэла Андреевна
Бэ́ла Андре́евна Руде́нко (укр. Бела Андріївна Руденко; 18 августа 1933, Боково-Антрацит — 13 октября 2021, Москва) — советская, российская и украинская оперная певица (колоратурное сопрано), педагог, профессор МГК имени П. И. Чайковского, народная артистка СССР (1960). Лауреат Государственной премии СССР (1971).

## Биография
Родилась 18 августа 1933 года в посёлке Боково-Антрацит (ныне город Антрацит, Луганская область, Украина).
- В 1956 году окончила с отличием Одесскую консерваторию имени А. В. Неждановой (ныне Одесская национальная музыкальная академия имени А. В. Неждановой) по классу пения О. Н. Благовидовой.
- В 1955 году дебютировала на сцене Одесского театра оперы и балета.
- С 1956 года — солистка Киевского театра оперы и балета имени Т. Г. Шевченко.
- В 1960 году после выступления на Декаде украинского искусства в Москве певице в возрасте 27 лет было присвоено звание «народной артистки СССР».
- В 1972 году дебютировала на сцене ГАБТ СССР в партии Людмилы в опере «Руслан и Людмила» М. И. Глинки. Постановщик спектакля Б. А. Покровский специально пригласил Бэлу из Киева для исполнения этой партии.
- В 1973—1988 годах — солистка ГАБТ СССР.
  - Вела концертно-исполнительскую деятельность, выступала с тематическими программами: «Моцарт», «Французская музыка», «Классический и советский романс», «Рахманинов», «Гречанинов», «Римский-Корсаков — Аренский», «Глинка — Даргомыжский», «Украинские композиторы на стихи русских поэтов» и др. В камерном репертуаре Концерты для голоса с оркестром Р. М. Глиэра и Г. И. Майбороды (последний был написан композитором специально для певицы и посвящён ей).
- С 1957 года много гастролировала по городам СССР и за рубежом (Франция, Япония, США, Канада, Великобритания, Мексика, Бразилия, Норвегия, Швеция, Польша, Венгрия, Чехословакия, Филиппины), выступала на сценах оперных театров Италии (в том числе «Ла Скала»), Германии, Югославии и др.
- В 1992 году возглавила Фонд развития Большого театра.
- Закончила певческую деятельность в 1995 году. Прощальным спектаклем певицы в Большом театре была опера П. Чайковского «Иоланта».
- В 1995—1999 годах — художественный руководитель оперной труппы Большого театра.
- Начала педагогическую деятельность в Киевской консерватории (ныне Национальная музыкальная академия Украины имени П. И. Чайковского) (класс сольного пения).
- В 1977 — 2017 годах преподавала в МГК имени П. И. Чайковского (с 1989 года — профессор кафедры сольного пения)[2].

Скончалась 13 октября 2021 года на 89-м году жизни в Москве. Похоронена на Троекуровском кладбище.

### Семья
- первый муж — Владимир Николаевич Ефременко, заведующий отделом культуры ЦК КП Украины, заместитель министра культуры УССР.
  - дочь — Екатерина Владимировна Руденко (род. 1962).
- второй муж — Полад Бюльбюль оглы (род. 1945), азербайджанский эстрадный певец, композитор, актёр, народный артист Азербайджанской ССР (1982). В дальнейшем — Чрезвычайный и Полномочный Посол Азербайджанской Республики в Российской Федерации (2006—2024).
  - сын — Теймур Полад оглы Бюль-Бюль (род. 1975), музыкант, концертмейстер группы фаготов Большого симфонического оркестра им. П. Чайковского; заслуженный артист РФ (2005). В дальнейшем — бизнесмен.

## Оперные партии

### Киевский театр оперы и балета им. Т. Шевченко
- «Риголетто» Дж. Верди — Джильда
- «Травиата» Дж. Верди — Виолетта
- «Волшебная флейта» В. А. Моцарта — Царица ночи
- «Лючия ди Ламмермур» Г. Доницетти — Лючия
- «Фра-Дьяволо» Д. Обера — Церлина
- «Искатели жемчуга» Ж. Бизе — Лейла
- «Лакме» Л. Делиба — Лакме
- «Милана» Г. И. Майбороды — Йолан
- «Арсенал[укр.]» Г. И. Майбороды — Ярина
- «Тарас Шевченко» Г. И. Майбороды — Крепостная девушка
- «Севильский цирюльник» Дж. Россини — Розина
- «Война и мир» С. С. Прокофьева — Наташа Ростова
- «Бал-маскарад» Дж. Верди — паж Оскар
- «Энеида» Н. В. Лысенко — Венера
- «Первая весна» Г. Л. Жуковского — Стася

### Большой театр
- «Иван Сусанин» М. И. Глинки — Антонида
- «Руслан и Людмила» М. И. Глинки — Людмила
- «Царская невеста» Н. А. Римского-Корсакова — Марфа
- «Садко» Н. А. Римского-Корсакова — Волхова
- «Иоланта» П. И. Чайковского — Иоланта
- «Севильский цирюльник» Дж. Россини — Розина

## Фильмография
- 1957 — Думка (фильм-концерт)
- 1958 — Человек человеку (фильм-концерт)
- 1967 — Театр и поклонники (фильм-концерт) — главная роль
- 1971 — Бэла Руденко (документальный)
- 1979 — Иван Сусанин (фильм-опера)

## Воспоминания
С 1942 по 1945 годы Бэла Руденко маленькой девочкой провела в эвакуации в Узбекистане. Её сын зафиксировал ее воспоминание об этом периоде:
Как-то раз главный врач госпиталя курил на крыльце и услышал, как она напевает песни, ожидая из госпиталя с работы бабушку (точнее женщину, которую я знал как бабушку.) Врач спросил, кто она, чья родственница, и попросил  спеть для больных. Госпиталь был для тяжелых, выздоравливали подолгу,  а развлечений не было никаких. И мама стала приходить каждый день после школы. Ее ставили на табуретку, и она пела для раненных. Им нравилось, а она учила новые песни. За это ее в госпитальной столовой кормили обедом и ужином. Однажды в госпиталь привезли совсем обгоревшего человека, он был весь в бинтах и даже глаз не было видно. Он попросил подойти и спросил, знает ди она украинские песни? Она спела. Потом еще и еще. Каждый день она пела для него любимые украинские песни. Ему становилось все хуже, говорить было все труднее, и вот однажды он попросил ее наклониться и шепотом сказал: «Девочка, запомни мои слова: у тебя - талант, после войны ты должна пойти учиться, поступить в консерваторию, и настанет день, когда ты станешь великой певицей». Маме «запали» эти слова, она хотела еще поговорить с ним, но на следующий день на койке лежал уже другой человек, а медсестры отводили глаза на вопрос «Где же тот забинтованный?». До конца жизни 9 мая мама вспоминала забинтованного солдата и говорила: «Ничего не может быть страшнее войны».

## Отзывы о творчестве
Отечественная и международная музыкальная критика восторженно высказывалась о творчестве певицы, отмечая:

 «Руденко — одна из крупнейших советских певиц. Отличная вокальная школа, безупречная музыкальность, свежий, чистый, тёплого красивого тембра голос, свобода звуковедения отличают исполнение Руденко». — «Музыкальная энциклопедия»

 «Бэла Руденко росла от роли к роли, от спектакля к спектаклю. Её движение было постепенным — без скачков, но и без срывов. Её восхождение на музыкальный Олимп было неуклонным; она не взвивалась стремительно, а поднималась, упорно завоёвывая всё новые вершины в каждой новой партии, и оттого так просто и уверенно её высокое искусство и её выдающиеся успехи».— профессор В. Тольба

 «Сопрано, которые выполняют головокружительные пассажи, не прибегая к искусственным приёмам, берут любую ноту с абсолютной уверенностью, воспроизводят трели с лёгкостью флейтиста, — редкое явление. Бэла Руденко — такое редкое явление. Со всех точек зрения её выступление было триумфом». — «Нью-Йорк таймс» (США)

 «У Бэлы Руденко ослепительная техника, огромное музыкальное дарование, исключительное сценическое обаяние».— «Дейли уоркер» (Великобритания)

«Без преувеличения можно сказать, что Руденко сегодня — одна из лучших певиц мира».— «Фрихетен» (Норвегия).

«Чудесный, прозрачный и сильный голос певицы покорил всех. Её по праву можно назвать сегодня одним из лучших в мире колоратурных сопрано. Если вы хотите услышать, как катится жемчуг по бархату — слушайте, как поёт Бэла Руденко».— «Майнити» (Япония).

## Награды и звания
Государственные:
- заслуженная артистка Украинской ССР (февраль 1960)
- народная артистка СССР (декабрь 1960)
- орден Ленина (1970)
- орден Дружбы народов (25 мая 1976 года) — за заслуги в развитии советского музыкального и хореографического искусства и в связи с 200-летием Государственного академического Большого театра СССР[9]
- Государственная премия СССР (1971) — за концертные программы 1969—1970 годов
- медаль «За освоение целинных земель»[10]
- орден «За заслуги» III степени (Украина, 24 августа 2013 года) — за весомый личный вклад в укрепление международного авторитета Украины, популяризацию её исторического наследия и современных достижений и по случаю 22-летия независимости Украины[11]

Другие награды, поощрения и общественное признание:
- 3-я премия на Международном конкурсе вокалистов в Тулузе (1957)
- Золотая медаль и 1-я премия на вокальном конкурсе VI Всемирного фестиваля молодёжи и студентов в Москве (1957)
- Премия Фонда им. И. С. Козловского

Как отмечалось в поздравительной телеграмме премьер-министра России Д. А. Медведева к 80-летию Бэлы Руденко:

«Вы создали целую галерею ярких образов, вошедших в золотой фонд российского и мирового искусства.
Вас ценят и как прекрасного педагога, подготовившего немало известных артистов, которые сегодня достойно продолжают традиции отечественной вокальной школы».